# Les Temps Modernes
Les Temps Modernes (Tiempos modernos, en castellano) es una revista francesa de contenido político, literario y filosófico. Debe su nombre a la película homónima de Charles Chaplin y fue fundada en 1945 por Jean-Paul Sartre, Simone de Beauvoir y Maurice Merleau-Ponty.
El primer número apareció en octubre de 1945, de periodicidad mensual y luego cuatrimestral. Su primer comité de redacción estuvo compuesto por Raymond Aron, Simone de Beauvoir, Michel Leiris, Maurice Merleau-Ponty, Albert Ollivier y Jean Paulhan.
De 1945 a 1986 la dirección estuvo a cargo de Simone de Beauvoir conjuntamente con Jean-Paul Sartre (1945-1980). Desde 1986 a 2018 por Claude Lanzmann.
Sartre fue al principio redactor jefe. Han escrito en Les Temps Modernes autores como Samuel Beckett, Raymond Aron, Michel Leiris, André Gorz, Albert Olivier, Jean Paulhan, Pierre Goldman y Jean Baudrillard.
Editada por Gallimard desde octubre de 1945 a diciembre de 1948, por Julliard desde enero de 1949 a septiembre de 1965, por Presses d'aujourd'hui de octubre de 1965 hasta marzo de 1985, y nuevamente por Gallimard a partir de abril de 1985.
Con la aparición del número 700 en diciembre de 2018 se anunció su cierre, tras la muerte de Claude Lanzmann ocurrida el 5 de julio de 2018.